# Charte éditoriale
Une charte éditoriale est un document de référence destiné à assurer la cohérence et la qualité d'une publication. Elle formalise les règles et procédures auxquelles doivent se soumettre les membres d'un projet éditorial. La charte aborde à la fois le fond et la forme des contenus à publier. Elle précise les objectifs, les cibles et le workflow du projet éditorial. La charte éditoriale peut être utilisée dans tout projet éditorial, qu'il soit physique ou numérique. De nombreux sites web disposent d'une charte éditoriale, parfois disponible publiquement.
La charte ne doit pas être confondue avec la ligne éditoriale. La ligne éditoriale, rarement formulée par écrit, n'est qu'un des composants d'une charte éditoriale.

## Les objectifs de la publication
Cette première étape permet de définir les audiences visées grâce au contenu créé, le type de trafic que l'on veut attirer, les éléments (qualités, produits, services, équipe...) de l'entreprise que l'on veut mettre en avant, etc..

## La ligne éditoriale
Dans un contexte de création de contenu, la ligne éditoriale représente un véritable fil rouge. Elle détermine l'angle communicationnel avec lequel chaque contenu sera produit. Elle définit également les différents formats qui seront autorisés (article liste, billet d'humeur, tutoriel vidéo, etc.) et la manière dont ils seront orchestrés. Enfin, la ligne éditoriale détermine la temporalité, le rythme de publication imposé. Ce dernier élément trouve notamment son importance sur la newsletter et sur les réseaux sociaux d'une entreprise.

## La stratégie SEO
Pour se faire une place de choix sur les moteurs de recherche, le SEO, ou référencement naturel, est étudié stratégiquement comme une partie de la charte éditoriale. L'entreprise commence ainsi par définir le territoire de mots clés sur lesquels elle souhaite être présente, et à identifier des synonymes. Cette démarche servira par la suite aux rédacteurs web qui piocheront dans ces mots clés pour améliorer la visibilité de l'entreprise.
Par la suite, il est conseillé de mettre en place un dispositif de maillage interne. Il s'agit d'un mode d'organisation des liens internes à un site internet. L'objectif de ce dispositif est double : il permet d'optimiser la navigation du point de vue de l'internaute et joue également un rôle important dans le SEO.

## Le rubriquage
Ce travail nécessite un découpage par zone du site. En partant d'une vue d’ensemble de l’arborescence, le rubriquage consiste à décrire l'objectif de chacune de ces zones. Cette première étape permet d'annoter chaque rubrique de conseils (expertise, actualité, study case) à la rédaction de chaque page : page d'accueil, pages produits, pages institutionnelles, etc.

## Les règles rédactionnelles (forme et contenu)
Définir des règles d'écriture est indispensable pour l'identité de l'entreprise, notamment lorsque plusieurs personnes sont impliquées dans la création du contenu. Il s'agit de donner une ligne de conduite pour créer une cohérence entre les différents éléments (titre, chapô, image, vidéo, texte, appel à l'action, etc.), impulser une tonalité (proximité ou distance, décomplexée ou académique, humoristique ou sage, etc.) et définir le niveau de technicité désiré.

## Le processus de production
Le processus de production de contenu inclut le choix des sujets à traiter, le plan de rédaction, le contrôle de la qualité des productions, le processus de validation, une éventuelle traduction, la coordination des intervenants éditoriaux et le suivi des statistiques.

## La législation
On doit tenir compte des lois applicables en matière de droits d'auteur et de droits de la personne, et prendre les mesures nécessaires pour les observer. Par ailleurs, doivent être spécifiées dans la charte les conditions de réutilisation du contenu publié sur le site tout comme le type de licence adopté (Creative commons, copyright, etc.)..